# Vlasta Děkanová
Vlasta Děkanová (* 5. September 1909 in Prag; † 16. Oktober 1974 ebenda) war eine tschechoslowakische Geräteturnerin. Sie war die erste Turnweltmeisterin. 

## Karriere
Bei den Turn-Weltmeisterschaften 1934 in Budapest standen erstmals auch Turnwettbewerbe für Frauen auf dem Programm, ausgetragen wurde ein Mehrkampf mit einer Einzelwertung und einer Mannschaftswertung. In der Mannschaftswertung siegte die Riege aus der Tschechoslowakei mit Maria Bajerová, Vlasta Děkanová, Vlasta Foltová, Eleonora Hajková, Vlasta Jarusková und Zdeňka Veřmiřovská, in der Einzelwertung gewann Vlasta Děkanová vor der Ungarin Margit Kalocsai.
Den ersten olympischen Wettbewerb im Frauenturnen hatte es 1928 gegeben. Bei den Olympischen Spielen 1936 stand wie 1928 ein Mannschaftswettkampf auf dem Programm. Es siegte die deutsche Riege vor der Riege aus der Tschechoslowakei mit Jaroslava Bajerová, Vlasta Děkanová, Božena Dobešová, Vlasta Foltová, Anna Hřebřinová, Matylda Pálfyová, Zdeňka Veřmiřovská und Marie Větrovská.
Die Turn-Weltmeisterschaften 1938 wurden in Prag ausgetragen. Für Frauen standen wie vier Jahre zuvor der Mehrkampf mit Einzel- und Mannschaftswertung auf dem Programm. In der Einzelwertung siegte Vlasta Děkanová vor Zdeňka Veřmířovská und Matylda Pálfyová. In der Mannschaftswertung siegte die tschechoslowakische Riege mit Maria Bajerová, Vlasta Děkanová, Božena Dobešová, Vlasta Foltová, Eleonora Hajková, Vlasta Jarusková, Matylda Palffyova und Zdeňka Veřmiřovská.
Als 1948 in London die ersten Olympischen Spiele nach dem Zweiten Weltkrieg ausgetragen wurden, stand im Frauenturnen erneut nur ein Mannschaftswettkampf auf dem Programm. Diesen gewann die Riege aus der Tschechoslowakei mit Zdeňka Honsová, Marie Kovářová, Miloslava Misáková, Milena Müllerová, Věra Růžičková, Olga Šilhánová, Božena Srncová und Zdeňka Veřmiřovská unter der Trainerin Vlasta Děkanová. Posthum wurde auch Eliška Misáková die Medaille zuerkannt.